# Leila Barros
Leila de Gomes de Barros, född 30 september 1971 i Brasília, är en brasiliansk före detta volleybollspelare.
Barros blev olympisk bronsmedaljör i volleyboll vid sommarspelen 1996 i Atlanta.

## Klubbar
| Klubb                         | Land      | Från | Till |
| ----------------------------- | --------- | ---- | ---- |
| Minas Tênis Clube             | Brasilien | 1988 | 1995 |
| BCN/Guarujá                   | Brasilien | 1995 | 1996 |
| MRV-Suggar/Minas              | Brasilien | 1996 | 1998 |
| Leites Nestlé                 | Brasilien | 1998 | 1999 |
| CR Flamengo                   | Brasilien | 1999 | 2001 |
| Brasil Telecom/Força Olímpica | Brasilien | 2003 | 2004 |
| Rexona/Ades                   | Brasilien | 2004 | 2005 |